# 社会人野球日本選手権大会
社会人野球日本選手権大会（しゃかいじんやきゅうにほんせんしゅけんたいかい）は、毎年11月前半に行われる社会人野球のトーナメントである。元々産業別で行われる大会だった日本産業対抗野球大会（後楽園球場で1973年まで実施）を一新して設立された。

## 会場と日程に関する事項

### 会場
関西圏の球場を転々としており、阪神甲子園球場、大阪球場、グリーンスタジアム神戸（現・ほっともっとフィールド神戸）を経て1997年から大阪ドーム（京セラドーム大阪）に落ち着く。ただし、2010年は第1ステージ（1回戦）に限り大阪ドーム以外の4つの球場で分割開催、2021年も2020年東京オリンピック開催による警備上の都合で都市対抗野球大会と時期を入れ替え、プロ野球・オリックス・バファローズとの日程調整により、第1ステージ（1回戦）をほっともっとフィールド神戸で行った（経緯後述）。

### 日程
2002年までは10月中旬に行われていたが、2003年から実施時期がおよそ1ヶ月遅くなり、社会人野球のシーズンを締めくくる大会となった。一方でプロ野球のドラフト会議が大会前や大会中に実施されたり、大会と国際大会が重なったりするなど、開催時期について疑問を呈する声もある。
2011年の大会は、3月11日に発生した東日本大震災（東北地方太平洋沖地震）の影響で、8月に開催する予定だった第82回都市対抗野球大会が秋に延期となったことにより、当年は単独の大会としては開催せず、都市対抗優勝チームを日本選手権優勝とみなすことが、3月25日の日本野球連盟の理事会で決定された。日本選手権としての回数にはカウントされず、第38回大会は2012年に改めて開催された。
2020年の大会は、東京オリンピックが開催されることに伴い、都市対抗と開催時期を入れ替え、7月にほっともっとフィールド神戸、京セラドーム大阪の2球場で開催予定だった。しかしながら、新型コロナウイルス感染拡大のため、中止となった（開催の回数はノーカウントのため、第46回大会は翌年に改めて開催）。
2021年大会は、延期された東京オリンピックの開催日程を踏まえ、2020年と同じ要領で都市対抗大会と時期を入れ替えて7月にほっともっとフィールド神戸と京セラドーム大阪で開催された。翌2022年大会からは秋の開催に戻った。
前述の通り、2003年から大会日程が11月後半に繰り下げられシーズンが長期化したことで、社会人野球チームが負担がかかるという意見や、本大会の開幕前や開催中にプロ野球ドラフト会議が実施されることで、本大会がプロを目指す選手のアピールの場として十全に機能しているとはいえないとの意見が出たことを受け、日本野球連盟は2012年シーズンから、11月前半に日本選手権を開催する方針を示した。ただし、2008年以降のドラフト会議は10月後半に行われていることから、11月前半でも「ドラフト会議に向けてのアピール」にはならないことになる。これよりも早める場合、京セラドーム大阪を本拠地として使用するオリックス・バファローズがクライマックスシリーズ、日本シリーズに出場した場合に会場の調整が必要となるため、思い切った前倒しができない状況にある。

## 大会の概要

### 主催等
毎日新聞社が主催（大阪本社所管事業）。また、日本野球連盟も主催者に名を連ねる。現在は、大阪市が共催し、スポーツニッポン新聞社と大阪シティドームが後援している。

### 大会システム
トーナメント方式で優勝チームを決定する。敗者復活戦は行われない。現在は32チームが出場するので、条件はひとしく、5勝すると優勝となる。

### 試合形式・ルール
- 原則として公認野球規則にのっとり行われるほか、アマチュア野球内規及び日本野球連盟内規も適用される。
- バットは木製バットを使用。（第6回大会（1979年）から第28回大会（2001年）までは金属バットを使用）
- 指名打者制度を採用（第15回大会（1988年）以降）。
- 7回以降に10点差以上がついた場合は、コールドゲームが適用される。（決勝は適用せず9回までは必ず行う）

### タイブレーク
- 以前は都市対抗野球大会とともにサスペンデッドゲーム（試合開始から4時間以上経過した場合、その日の最終戦終了後に続行試合を行う）を取り入れていたが、応援団や選手の再招集が困難であることなどから2003年以後、延長13回以後でなおかつ4時間以上経過した場合に限ってタイブレーク（前イニングの最後の打者から数えて3人がランナーとなって、1アウト満塁の段階から再開）を取り入れることとなった。
- 日本野球連盟は試合のスピードアップを図るため、2009年（第36回大会）からタイブレークの適用要件を緩和し、試合時間に関係なく延長11回からタイブレークに突入することとなった。（ただし、決勝戦には適用されない）2011年からはタイブレークの適用を12回からと改めた（同年は日本選手権を実施しなかったため、2012年の第38回大会から運用開始）。

## 「日本選手権改革」
日本選手権はその名のとおり、その年の社会人ナンバーワンチームを決める至高の大会である。しかし、社会人野球界においては歴史と伝統のある都市対抗野球大会の人気が相対的に高く、日本選手権が軽んじられる風潮にある。日本において「日本選手権」があるにもかかわらず他の大会の方が人気が高いというスポーツジャンルは珍しい。（他例は駅伝などがある。）
かねてから都市対抗野球に比べて人気、観客動員に伸び悩んでいたことから、日本野球連盟は日本選手権のてこ入れを協議し、段階的に改革案を実行に移してきた。

### 2006年の改革
日本野球連盟は、2006年8月24日に開かれた臨時理事会において、日本選手権の地位向上を目指すため、日本選手権を「年間王座決定戦」と位置づけ、2007年の第34回大会から改革を実行に移すことを決定した。その具体的内容は次のとおり。
1. 現行26チームの出場チームを32チームに増やす。これで大会期間を9日間から11日間に拡大
2. 都市対抗野球と全日本クラブ野球選手権大会の優勝チームに日本選手権の出場権を付与する（この点については2006年から実行に移す）。
3. 地区連盟主催大会のうち、以下に示す9大会を制した各チームに日本選手権の出場権を付与する。
4. 残りの21枠をめぐり、各地区で予選を行い、予選を勝ち上がったチームに出場権を付与する（出場枠については後述）。
5. 2及び3で同一チームが複数大会で優勝した場合、そのチームが所属する地区の出場枠をその分増やす。

日本選手権対象大会
JABA東京スポニチ大会
JABA静岡大会
JABA四国大会
JABA岡山大会
JABA長野県知事旗争奪野球大会
JABA京都大会
JABA九州大会
JABA東北大会
JABA北海道大会

### 2010年の改革
2008年秋に始まった世界同時不況の影響等から、社会人野球チームの負担軽減と、新たなファン層の掘り起こしを目的として、2009年11月11日に行われた日本野球連盟定時理事会において、以下の制度改革案が承認された。2010年の第37回大会から実施される。
- 1回戦（第1ステージ）16試合を4球場に分割して実施する。第37回大会においては、日立市民運動公園野球場、岡崎市民球場、わかさスタジアム京都、倉敷マスカットスタジアムの4球場で1回戦・各4試合（1日当たり2試合ずつ）を行う。勝利チームは翌々週の京セラドーム大阪で行われる決勝ステージ（2回戦以降）に進出する。
  - 1回戦の分割開催は日本選手権改革の目玉の一つと位置付けられていたが、1回戦と2回戦以降の日程が分離されたことでチーム遠征の負担が増えたこと、第37回大会では一部開催地で1回戦が雨天順延された結果、日程が月曜日にずれ込んで観客動員が落ち込んだことなどの悪影響が指摘された。2011年は上述のとおり大会が開催されず[注釈 4]、2012年の第38回大会以後は第36回までと同様、単一球場での開催が発表された。このため1回戦の分割開催は事実上1回だけで廃止となり、四国・九州での初めての本大会開催は当面持ち越し（事実上幻の開催）となった。
  - なお上述の通り、2021年も第1ステージを神戸、決勝ステージを京セラドームに分割している。
- 日本選手権が「年間王座決定戦」であるとの位置づけを明確にするために、日本選手権対象大会に出場するチームを、各地区連盟の推薦によるものとし、(1)企業チーム、(2)企業チーム以外である場合は、過去10年以内に2大大会（都市対抗、日本選手権）の本戦に出場経験を有するチーム、に限定する。なお、(2)に該当するチームは、クラブ選手権の出場はできないため、クラブ選手権予選が始まるまでに、クラブ選手権予選と日本選手権予選（対象大会）のどちらに出場するかを選択する。
- 日本選手権対象大会を2つ増やす。当該大会は次の2大会。

日本選手権対象大会
JABA日立市長杯選抜野球大会
JABAベーブルース杯争奪大会
なお上述2大会は近年までプロ野球2軍チームが出場していたが（前者は主としてイースタン・リーグ在籍球団、後者は中日ドラゴンズ）、当該プロチームが優勝した場合は準優勝した社会人チームには出場権は与えられず、準優勝した社会人チームが所属している地区の最終予選通過チーム数を1つ増やす。
- 日本選手権対象大会の試合形式を統一し、予選でリーグ戦を行い、上位チームによるトーナメントで優勝チームを決定する。これにより、遠征による費用対効果を高める。

## 出場チーム
（第38回大会のもの。かっこ内は基本チーム数）
- 都市対抗野球大会優勝チーム (1)
- 全日本クラブ野球選手権大会優勝チーム (1)
- 主要地区連盟主催大会優勝チーム (11)
- 最終予選勝ち上がりチーム
  - 北海道地区 (1)
  - 東北地区 (1)
  - 北信越地区（新潟・長野・富山・石川・福井） (1)
  - 関東地区 (4)
  - 東海地区 （静岡・愛知・岐阜・三重） (3)
  - 近畿地区 (4)
  - 中国地区 (2)
  - 四国地区 (1)
  - 九州地区 (2)

### 予選
上記のとおり、都市対抗野球大会、全日本クラブ野球選手権大会、地区連盟主催大会が本大会の予選として位置づけられるほか、各地区で行われる最終予選を勝ち上がると本大会に出場する。2010年の第37回大会から施行される日本選手権改革の一環として、最終予選の出場権は原則として企業チームまたはこれに準じるチームに限られる。

## 組み合わせ抽選
都市対抗野球と異なり、抽選会は大阪市内において非公開で行われる。
1回戦に関しては都市対抗野球大会と同じように、「特定シード制」を採用しており、トーナメント表の組み合わせ番号の順番に関係なく、試合日程が編成される。
例として、第47回大会（2022年）では組み合わせ番号1番対2番に当たる「東芝（東京大会優勝）対バイタルネット（北信越代表）」は開幕試合ではなく初日の第3試合となり、開幕試合は25番対26番に当たる「日本製鉄鹿島（静岡大会優勝）対大和高田クラブ（クラブ選手権優勝）」となっている。また、それ以外の試合も組み合わせ番号に関係なく割り当てられている。なお2回戦以降は組み合わせ番号の若い順番に消化する。

## 開会式
- 都市対抗野球では開幕試合の前に会場である東京ドームのグラウンド上で優勝旗返還、選手宣誓等のセレモニーが行われるが、日本選手権では関係者のみが出席して大会初日前日に大阪市内のホテルで行われる。
- 開幕試合の始球式には、決勝戦中継番組を制作するNHK大阪放送局が、毎年年度下半期に製作する連続テレビ小説の出演者を来賓ゲストとして招待している。2009年は『ウェルかめ』から岩佐真悠子が、2010年は『てっぱん』から朝倉あきが、2013年は『ごちそうさん』から前田亜季がそれぞれ始球式を行った（かつては竹内結子、宮地真緒など主演者が行ったこともある）。なお、2011年は日本選手権が行われなかったが、第82回都市対抗野球大会の初日に大会始球式として『カーネーション』から柳生みゆが始球式を行った。また、2012年では開幕試合の始球式が行われず、決勝戦の始球式に高橋メアリージュン（『純と愛』出演）が登場した。

## 閉会式
- 決勝戦終了後、優勝旗の贈呈、最優秀選手や大会優秀選手の表彰等が試合に引き続いて行われる。
- 優勝旗は巨大なダイヤモンドがモチーフのデザインが施されていることから、「ダイヤモンド旗」と呼ばれる（都市対抗野球の黒獅子旗参照）。優勝チームは翌シーズン1年間、ユニフォームの袖に優勝旗と同じ意匠のエンブレムをつけることができる（2007年のトヨタ自動車が第1号）。また、大会を開催する自治体の市より寄贈トロフィー（1997年以後、大阪市市長賞）が贈られる。

※ダイヤモンド旗、大阪市長賞トロフィーは持ちまわり賞品

## 歴代優勝チーム等
（最優秀選手はすべて優勝チームの所属）
| 回 | 年     | 開催球場                                                            | 出場チーム数                               | 出場チーム数                               | 出場チーム数                               | 出場チーム数                               | 出場チーム数                               | 出場チーム数                               | 出場チーム数                               | 出場チーム数                               | 出場チーム数                               | 出場チーム数                               | 出場チーム数                               | 出場チーム数                               | 出場チーム数                               | 優勝チーム                                 | 最優秀選手賞                               |
| 回 | 年     | 開催球場                                                            | 計                                         | 北 海 道                                   | 東 北                                      | 北 信 越                                   | 関 東                                      | 東 海                                      | 近 畿                                      | 中 国                                      | 四 国                                      | 九 州                                      | 都 市 対 抗                                | ク ラ ブ                                   | 地 区 大 会                                | 優勝チーム                                 | 最優秀選手賞                               |
| -- | ------ | ------------------------------------------------------------------- | ------------------------------------------ | ------------------------------------------ | ------------------------------------------ | ------------------------------------------ | ------------------------------------------ | ------------------------------------------ | ------------------------------------------ | ------------------------------------------ | ------------------------------------------ | ------------------------------------------ | ------------------------------------------ | ------------------------------------------ | ------------------------------------------ | ------------------------------------------ | ------------------------------------------ |
| 1  | 1974年 | 阪神甲子園球場                                                      | 22                                         | 2                                          | 2                                          | 2                                          | 3                                          | 2                                          | 5                                          | 2                                          | 2                                          | 2                                          | －                                         | －                                         | －                                         | 三協精機                                   | 大塚喜代美 （投手）                        |
| 2  | 1975年 | 阪神甲子園球場                                                      | 22                                         | 2                                          | 2                                          | 2                                          | 3                                          | 2                                          | 5                                          | 2                                          | 2                                          | 2                                          | －                                         | －                                         | －                                         | 鐘淵化学                                   | 宮田典計 （投手）                          |
| 3  | 1976年 | 阪神甲子園球場                                                      | 22                                         | 2                                          | 2                                          | 2                                          | 3                                          | 2                                          | 5                                          | 2                                          | 2                                          | 2                                          | －                                         | －                                         | －                                         | 新日本製鐵名古屋                           | 水谷啓昭 （投手）                          |
| 4  | 1977年 | 阪神甲子園球場                                                      | 22                                         | 2                                          | 2                                          | 2                                          | 3                                          | 2                                          | 5                                          | 2                                          | 2                                          | 2                                          | －                                         | －                                         | －                                         | 住友金属                                   | 森繁和 （投手）                            |
| 5  | 1978年 | 阪神甲子園球場                                                      | 22                                         | 2                                          | 2                                          | 2                                          | 3                                          | 2                                          | 5                                          | 2                                          | 2                                          | 2                                          | －                                         | －                                         | －                                         | 北海道拓殖銀行                             | 高岡茂夫 （内野手）                        |
| 6  | 1979年 | 阪神甲子園球場                                                      | 22                                         | 2                                          | 2                                          | 2                                          | 3                                          | 2                                          | 5                                          | 2                                          | 2                                          | 2                                          | －                                         | －                                         | －                                         | 住友金属                                   | 高橋修二 （投手）                          |
| 7  | 1980年 | 大阪球場                                                            | 22                                         | 2                                          | 2                                          | 2                                          | 3                                          | 2                                          | 5                                          | 2                                          | 2                                          | 2                                          | －                                         | －                                         | －                                         | 日本鋼管福山                               | 田村忠義 （投手）                          |
| 8  | 1981年 | 大阪球場                                                            | 24                                         | 2                                          | 2                                          | 2                                          | 4                                          | 2                                          | 6                                          | 2                                          | 2                                          | 2                                          | －                                         | －                                         | －                                         | 富士重工業                                 | 向田佳元 （投手）                          |
| 9  | 1982年 | 大阪球場                                                            | 24                                         | 2                                          | 2                                          | 2                                          | 4                                          | 2                                          | 6                                          | 2                                          | 2                                          | 2                                          | －                                         | －                                         | －                                         | ヤマハ発動機                               | 鈴木政明 （投手）                          |
| 10 | 1983年 | 大阪球場                                                            | 24                                         | 2                                          | 2                                          | 2                                          | 4                                          | 2                                          | 7                                          | 2                                          | 1                                          | 2                                          | －                                         | －                                         | －                                         | 住友金属                                   | 高橋修二 （投手）                          |
| 11 | 1984年 | 大阪球場                                                            | 24                                         | 2                                          | 2                                          | 2                                          | 4                                          | 2                                          | 6                                          | 2                                          | 2                                          | 2                                          | －                                         | －                                         | －                                         | 住友金属                                   | 高橋修二 （投手）                          |
| 12 | 1985年 | 大阪球場                                                            | 24                                         | 2                                          | 2                                          | 2                                          | 4                                          | 2                                          | 6                                          | 2                                          | 2                                          | 2                                          | －                                         | －                                         | －                                         | 本田技研                                   | 伊東昭光 （投手）                          |
| 13 | 1986年 | 大阪球場                                                            | 24                                         | 2                                          | 2                                          | 2                                          | 4                                          | 2                                          | 6                                          | 2                                          | 2                                          | 2                                          | －                                         | －                                         | －                                         | NTT東海                                    | 笠井孝志登 （投手）                        |
| 14 | 1987年 | 大阪球場                                                            | 24                                         | 2                                          | 2                                          | 2                                          | 4                                          | 2                                          | 6                                          | 2                                          | 2                                          | 2                                          | －                                         | －                                         | －                                         | 中山製鋼                                   | 藤野悦勝 （投手）                          |
| 15 | 1988年 | 大阪球場                                                            | 24                                         | 2                                          | 2                                          | 2                                          | 4                                          | 2                                          | 6                                          | 2                                          | 2                                          | 2                                          | －                                         | －                                         | －                                         | 東芝                                       | 南渕時高 （内野手）                        |
| 16 | 1989年 | 大阪球場                                                            | 24                                         | 2                                          | 2                                          | 2                                          | 4                                          | 2                                          | 6                                          | 2                                          | 2                                          | 2                                          | －                                         | －                                         | －                                         | 住友金属                                   | 尾山敦 （投手）                            |
| 17 | 1990年 | グリーンスタジアム神戸                                              | 26                                         | 2                                          | 2                                          | 2                                          | 5                                          | 3                                          | 6                                          | 2                                          | 2                                          | 2                                          | －                                         | －                                         | －                                         | 日本生命                                   | 新谷博 （投手）                            |
| 18 | 1991年 | グリーンスタジアム神戸                                              | 26                                         | 2                                          | 2                                          | 2                                          | 5                                          | 3                                          | 6                                          | 2                                          | 2                                          | 2                                          | －                                         | －                                         | －                                         | 日本石油                                   | 鈴木健 （投手）                            |
| 19 | 1992年 | グリーンスタジアム神戸                                              | 26                                         | 2                                          | 2                                          | 2                                          | 5                                          | 3                                          | 6                                          | 2                                          | 2                                          | 2                                          | －                                         | －                                         | －                                         | 東芝                                       | 三原昇 （投手）                            |
| 20 | 1993年 | グリーンスタジアム神戸                                              | 26                                         | 2                                          | 2                                          | 2                                          | 5                                          | 3                                          | 6                                          | 2                                          | 2                                          | 2                                          | －                                         | －                                         | －                                         | 住友金属                                   | 尾山敦 （投手）                            |
| 21 | 1994年 | グリーンスタジアム神戸                                              | 26                                         | 2                                          | 2                                          | 2                                          | 5                                          | 3                                          | 6                                          | 2                                          | 2                                          | 2                                          | －                                         | －                                         | －                                         | 日本通運                                   | 松田訓 （内野手）                          |
| 22 | 1995年 | グリーンスタジアム神戸                                              | 26                                         | 2                                          | 2                                          | 2                                          | 5                                          | 3                                          | 6                                          | 2                                          | 2                                          | 2                                          | －                                         | －                                         | －                                         | 三菱自動車川崎                             | 玉木重雄 （投手）                          |
| 23 | 1996年 | グリーンスタジアム神戸                                              | 26                                         | 2                                          | 2                                          | 2                                          | 5                                          | 3                                          | 6                                          | 2                                          | 2                                          | 2                                          | －                                         | －                                         | －                                         | 住友金属                                   | 宮内洋 （内野手）                          |
| 24 | 1997年 | 大阪ドーム                                                          | 26                                         | 2                                          | 2                                          | 2                                          | 5                                          | 3                                          | 7                                          | 2                                          | 1                                          | 2                                          | －                                         | －                                         | －                                         | 三菱重工神戸                               | 新井正広 （投手）                          |
| 25 | 1998年 | 大阪ドーム                                                          | 26                                         | 2                                          | 2                                          | 2                                          | 5                                          | 3                                          | 7                                          | 2                                          | 1                                          | 2                                          | －                                         | －                                         | －                                         | NTT関東                                    | 阿久根鋼吉 （内野手）                      |
| 26 | 1999年 | 大阪ドーム                                                          | 26                                         | 2                                          | 2                                          | 2                                          | 5                                          | 3                                          | 7                                          | 2                                          | 1                                          | 2                                          | －                                         | －                                         | －                                         | シダックス                                 | 田中善則 （内野手）                        |
| 27 | 2000年 | 大阪ドーム                                                          | 26                                         | 2                                          | 2                                          | 2                                          | 5                                          | 3                                          | 7                                          | 2                                          | 1                                          | 2                                          | －                                         | －                                         | －                                         | 松下電器                                   | 愛敬尚史 （投手）                          |
| 28 | 2001年 | 大阪ドーム                                                          | 26                                         | 1                                          | 2                                          | 1                                          | 6                                          | 4                                          | 7                                          | 2                                          | 1                                          | 2                                          | －                                         | －                                         | －                                         | 三菱重工長崎                               | 後藤隆之 （投手）                          |
| 29 | 2002年 | 大阪ドーム                                                          | 26                                         | 1                                          | 2                                          | 1                                          | 6                                          | 4                                          | 7                                          | 2                                          | 1                                          | 2                                          | －                                         | －                                         | －                                         | 日本生命                                   | 佐藤充 （投手）                            |
| 30 | 2003年 | 大阪ドーム                                                          | 26                                         | 1                                          | 2                                          | 1                                          | 6                                          | 4                                          | 7                                          | 2                                          | 1                                          | 2                                          | －                                         | －                                         | －                                         | 日産自動車                                 | 伊藤祐樹 （内野手）                        |
| 31 | 2004年 | 大阪ドーム                                                          | 26                                         | 1                                          | 2                                          | 1                                          | 6                                          | 4                                          | 7                                          | 2                                          | 1                                          | 2                                          | －                                         | －                                         | －                                         | JFE西日本                                  | 田中敬人 （投手）                          |
| 32 | 2005年 | 大阪ドーム                                                          | 26                                         | 1                                          | 2                                          | 1                                          | 6                                          | 4                                          | 7                                          | 2                                          | 1                                          | 2                                          | －                                         | －                                         | －                                         | 松下電器                                   | 山本隆之 （投手）                          |
| 33 | 2006年 | 京セラドーム大阪                                                    | 28                                         | 1                                          | 2                                          | 1                                          | 6                                          | 4                                          | 7                                          | 2                                          | 1                                          | 2                                          | 1                                          | 1                                          | －                                         | 富士重工業                                 | 阿部次男 （コーチ兼任投手）                |
| 34 | 2007年 | 京セラドーム大阪                                                    | 32                                         | 1                                          | 1                                          | 1                                          | 4                                          | 3                                          | 6                                          | 2                                          | 1                                          | 2*                                         | 1                                          | 1                                          | 9                                          | トヨタ自動車                               | 服部泰卓 （投手）                          |
| 35 | 2008年 | 京セラドーム大阪                                                    | 32                                         | 1                                          | 1                                          | 1                                          | 4*                                         | 3                                          | 6                                          | 2                                          | 1                                          | 2                                          | 1                                          | 1                                          | 9                                          | トヨタ自動車                               | 大谷智久 （投手）                          |
| 36 | 2009年 | 京セラドーム大阪                                                    | 32                                         | 1                                          | 1                                          | 1                                          | 4**                                        | 3                                          | 6**                                        | 2                                          | 1                                          | 2                                          | 1                                          | 1                                          | 9                                          | JR九州                                     | 濱野雅慎 （投手）                          |
| 37 | 2010年 | （1回戦） 日立・岡崎・京都・倉敷 （2回戦以後） 京セラドーム大阪     | 32                                         | 1                                          | 1                                          | 1                                          | 4                                          | 3*                                         | 4                                          | 2                                          | 1                                          | 2                                          | 1                                          | 1                                          | 11                                         | トヨタ自動車                               | 岩崎司 （投手）                            |
| － | 2011年 | 東北地方太平洋沖地震の影響により中止                                | 東北地方太平洋沖地震の影響により中止       | 東北地方太平洋沖地震の影響により中止       | 東北地方太平洋沖地震の影響により中止       | 東北地方太平洋沖地震の影響により中止       | 東北地方太平洋沖地震の影響により中止       | 東北地方太平洋沖地震の影響により中止       | 東北地方太平洋沖地震の影響により中止       | 東北地方太平洋沖地震の影響により中止       | 東北地方太平洋沖地震の影響により中止       | 東北地方太平洋沖地震の影響により中止       | 東北地方太平洋沖地震の影響により中止       | 東北地方太平洋沖地震の影響により中止       | 東北地方太平洋沖地震の影響により中止       | 東北地方太平洋沖地震の影響により中止       | 東北地方太平洋沖地震の影響により中止       |
| 38 | 2012年 | 京セラドーム大阪                                                    | 32                                         | 1                                          | 1                                          | 1                                          | 4*                                         | 3                                          | 4                                          | 2                                          | 1                                          | 2                                          | 1                                          | 1                                          | 11                                         | JX-ENEOS                                   | 大城基志 （投手）                          |
| 39 | 2013年 | 京セラドーム大阪                                                    | 32                                         | 1                                          | 1                                          | 1                                          | 4**                                        | 3*                                         | 4                                          | 2                                          | 1                                          | 2                                          | 1                                          | 1                                          | 11                                         | 新日鐵住金かずさマジック                   | 岡本健 （投手）                            |
| 40 | 2014年 | 京セラドーム大阪                                                    | 34                                         | 1                                          | 2                                          | 1                                          | 4                                          | 3*                                         | 5                                          | 2                                          | 1                                          | 2                                          | 1                                          | 1                                          | 11                                         | トヨタ自動車                               | 佐竹功年 （投手）                          |
| 41 | 2015年 | 京セラドーム大阪                                                    | 32                                         | 1                                          | 1                                          | 1                                          | 4                                          | 3                                          | 4**                                        | 2                                          | 1                                          | 2                                          | 1                                          | 1                                          | 11                                         | 日本生命                                   | 古川昌平 （捕手）                          |
| 42 | 2016年 | 京セラドーム大阪                                                    | 32                                         | 1                                          | 1                                          | 1                                          | 4*                                         | 3*                                         | 4                                          | 2                                          | 1                                          | 2                                          | 1                                          | 1                                          | 11                                         | ヤマハ                                     | 池田駿 （投手）                            |
| 43 | 2017年 | 京セラドーム大阪                                                    | 32                                         | 1                                          | 1                                          | 1                                          | 4*                                         | 3                                          | 5                                          | 2                                          | 1                                          | 2                                          | 1                                          | 1                                          | 10                                         | トヨタ自動車                               | 多木裕史 （外野手）                        |
| 44 | 2018年 | 京セラドーム大阪                                                    | 32                                         | 1                                          | 1                                          | 1                                          | 4*                                         | 3                                          | 5*                                         | 2                                          | 1                                          | 2                                          | 1                                          | 1                                          | 10                                         | 三菱重工名古屋                             | 勝野昌慶 （投手）                          |
| 45 | 2019年 | 京セラドーム大阪                                                    | 32                                         | 1                                          | 1                                          | 1                                          | 4                                          | 3                                          | 4                                          | 2                                          | 1                                          | 2                                          | 1                                          | 1                                          | 11                                         | 大阪ガス                                   | 阪本大樹 （投手）                          |
| － | 2020年 | 新型コロナウイルス感染拡大の影響により中止                          | 新型コロナウイルス感染拡大の影響により中止 | 新型コロナウイルス感染拡大の影響により中止 | 新型コロナウイルス感染拡大の影響により中止 | 新型コロナウイルス感染拡大の影響により中止 | 新型コロナウイルス感染拡大の影響により中止 | 新型コロナウイルス感染拡大の影響により中止 | 新型コロナウイルス感染拡大の影響により中止 | 新型コロナウイルス感染拡大の影響により中止 | 新型コロナウイルス感染拡大の影響により中止 | 新型コロナウイルス感染拡大の影響により中止 | 新型コロナウイルス感染拡大の影響により中止 | 新型コロナウイルス感染拡大の影響により中止 | 新型コロナウイルス感染拡大の影響により中止 | 新型コロナウイルス感染拡大の影響により中止 | 新型コロナウイルス感染拡大の影響により中止 |
| 46 | 2021年 | （1回戦） ほっともっとフィールド神戸 （2回戦以後） 京セラドーム大阪 | 32                                         | 1                                          | 1                                          | 1                                          | 4                                          | 3                                          | 4                                          | 2                                          | 1                                          | 2                                          | 1                                          | 1                                          | 11                                         | 大阪ガス                                   | 河野佳 （投手）                            |
| 47 | 2022年 | 京セラドーム大阪                                                    | 32                                         | 1                                          | 1                                          | 1                                          | 4*                                         | 3                                          | 4                                          | 2                                          | 1                                          | 2*                                         | 1                                          | 1                                          | 11                                         | トヨタ自動車                               | 嘉陽宗一郎 （投手）                        |
| 48 | 2023年 | 京セラドーム大阪                                                    | 32                                         | 1                                          | 1                                          | 1                                          | 4                                          | 3                                          | 4                                          | 2                                          | 1                                          | 2                                          | 1                                          | 1                                          | 11                                         | 大阪ガス                                   | 稲垣豪人 （投手）                          |
| 49 | 2024年 | 京セラドーム大阪                                                    | 32                                         | 1                                          | 1                                          | 1                                          | 5                                          | 3                                          | 4                                          | 2                                          | 1                                          | 2                                          | 1                                          | 1                                          | 11                                         | トヨタ自動車                               | 増居翔太 （投手）                          |

（表中「東海」は第16回大会までは中部地区、「北信越」は第16回大会までは東海北陸地区）

（表中*のついた数字は、表中の数字とは別に対象大会複数優勝等の理由により予選出場枠がアステリスクの数だけ拡大したことを示す。詳細は各大会の記事参照）

## 放送での中継
- 2010年までは、NHK教育テレビジョンで決勝戦の模様を中継（原則生中継だが、編成の都合上録画放送または試合途中からの放送となる場合あり）で放送していた。都市対抗の決勝戦がNHK BS1で中継されていることから、社会人野球の公式戦が全国ネットの地上波放送でオンエアされる唯一の試合であった。

ただし2008年は決勝戦当日（11月23日）、地上波では関東大学ラグビー対抗戦グループの早慶戦（教育）、大相撲中継（九州場所 総合）が行われており、時間枠の都合が付かないためBS1で放送された。よってこの年は都市対抗との2大大会ともNHK BS1の独占放送であった。
大会日程の見直しにより2012年からは決勝が平日ナイターとなったため、地上波での放送はなく、BS1のみとなった。
BSの再々編がなされた2024年は地上波のEテレ（教育）での放送が14年ぶりに録画放送ではあるが行われた。
- GAORAでは当初は初戦から、その後は準々決勝以後を生中継していた。2013年からはJ SPORTSが準々決勝以後7試合を中継した[注釈 7]。

## 都市対抗野球との異同
- 都市対抗野球では補強選手制度があるが、日本選手権ではこの制度がない。よって、日本選手権の異名として単独チーム日本一決定戦がある。
- 都市対抗野球同様、1・3塁側の客席最前列に応援団用の特設ステージが設けられる。ただし、都市対抗野球で行われる応援団コンクールは日本選手権では行われず[注釈 8]、都市対抗野球ほどの応援団を結成しないチームも多い。
  - 閉会式の入場行進曲は、同じ毎日新聞社主催のためか同年度のセンバツ高校野球のそれと全く同じ曲が用いられる。また、閉会式の優勝旗授与の際の演奏曲も、センバツ同様「栄光」（永野慶作作曲のオリジナル曲）が演奏される（ただし、どちらもブラスバンドによる生演奏ではなく録音されたものの再生）。
- 都市対抗野球では全席が入場可能であるが、日本選手権では基本的に外野席には客を入れず、内野席が埋まったときのみ開放する。内野上段席も同様。
- 都市対抗野球では選手名鑑を兼ねた大会ガイドブック（毎日新聞社刊）が書店、駅売店で販売されるが、日本選手権の大会パンフレットは会場での販売に限られる。
- 日本選手権の最終予選出場枠は全国9つの地区連盟ごとに割り当てられているが、都市対抗野球では関東が4つ（北関東・南関東・東京・西関東）に細分化されている。
- 都市対抗野球では1回戦から準々決勝までの28試合を消化するに当たり、1日3試合（開幕日のみ1試合）のペースで試合を進めることから大会が12日間にわたり行われるが、日本選手権では開幕日から8日目まで3試合を消化し、準々決勝4試合を1日で行う。そのため日本選手権は都市対抗野球に比べ1日短い11日間で行われていた。現在は大会初日は2試合、以後準々決勝1試合まで1日3試合消化して12日間の日程。また球場での全選手参加による開会式は行われていない。
- 都市対抗野球（及び予選）終了後にチームの休部、解散、統合による移籍または首脳陣の交代や引退する選手もいるため、新体制で臨むことになるチームもある。

## その他
- 1991年から1997年には全日本大学野球選手権大会の優勝チームとともに全日本アマチュア野球王座決定戦（アマチュア野球の日本シリーズ）で、アマチュア野球日本一を争っていたが、諸般の事情により廃止された。
- プロ野球のシーズンオフに差し掛かることから、出場チームに縁のあるプロ野球関係者が観戦することもある。嘗ては阪神時代の野村監督が視察して、数選手のドラフト指名に繋げたことがあった。